# 石川県特別支援学校一覧
石川県特別支援学校一覧（いしかわけんとくべつしえんがっこういちらん）は、石川県の特別支援学校の一覧。

## 国立特別支援学校
- 金沢大学附属特別支援学校

## 特別支援学校（知的障害、肢体不自由、病弱教育）

### 金沢市
- 石川県立いしかわ特別支援学校
- 石川県立医王特別支援学校
  - 石川県立医王特別支援学校医王病院分教室
  - 石川県立医王特別支援学校小松みどり分校（小松市）

### 小松市
- 石川県立小松瀬領特別支援学校
- 石川県立小松特別支援学校

### 加賀市
- 石川県立錦城特別支援学校
  - 石川県立錦城特別支援学校石川病院分教室

### 七尾市
- 石川県立七尾特別支援学校
  - 石川県立七尾特別支援学校七尾病院分教室
  - 石川県立七尾特別支援学校珠洲分校（珠洲市）
  - 石川県立七尾特別支援学校輪島分校（輪島市）

### 野々市市
- 石川県立明和特別支援学校
  - 石川県立明和特別支援学校石川療育センター分教室（金沢市）

## 特別支援学校（視覚障害）

### 金沢市
- 石川県立盲学校

## 特別支援学校（聴覚障害）

### 金沢市
- 石川県立ろう学校